# Лесневский, Людвиг Викентьевич
Людвиг Викентьевич Лесневский — горный инженер, управляющий Артинского завода в 1901—1909 годах и Каменского завода в 1909—1917 годах, брат военного министра Польши Иосифа Лесневского.

## Биография
Родился в католической дворянской семье, брат Иосиф Лесневский, другой брат Станислав.
В 1886 году окончил Горный институт по первому разряду.
В 1886—1893 годах являлся смотрителем Кусинского завода, старшим смотрителем Оружейной и Князе-Михайловской фабрик в 1893—1895 годах, орудийным смотрителем Оружейной фабрики в 1895—1899 годах. Был механиком, архитектором, смотрителем Чертежной Златоустовского завода в 1899 году, старшим смотрителем и помощником управителя Златоустовского завода, Оружейной и Князе-Михайловской фабрик в 1899—1901 годах, управляющий Артинского завода в 1901—1909 годах, управляющий Каменского завода в 1909—1917 годах.
Осенью 1917 года покинул Каменский завод, уехал к сыну Михаилу Людвиговичу Лесневскому (1894, Златоуст — 21.01.1938, Ленинград), который работал инженером на Петербургском труболитейном заводе и проживал по адресу г. Ленинград, Удельная, Костромской пр., д. 10, кв. 1. 22 сентября 1937 года Михаил Людвигович арестован, а затем расстрелян.

## Награды и чины
За свои достижения был неоднократно отмечен:
- 1898 — орден Св. Станислава 3-й степени;
- 1902 — орден Святой Анны 3-й степени;
- 1903 — коллежский советник;
- 1905 — орден Св. Станислава 2-й степени;
- 15.01.1907 — статский советник;
- 1909 — орден Святой Анны 2-й степени.